# Ohrasaari (ö i Norra Österbotten)
Ohrasaari är en ö i Finland. Den ligger i sjön Pyhäjärvi och i kommunen Pyhäjärvi i den ekonomiska regionen  Nivala-Haapajärvi ekonomiska region  och landskapet Norra Österbotten, i den centrala delen av landet, 400 km norr om huvudstaden Helsingfors. Öns area är 2,8 hektar och dess största längd är 300 meter i sydväst-nordöstlig riktning.